# Caleb McLaughlin
Caleb McLaughlin (Carmel, 13 oktober 2001) is een Amerikaans acteur. Hij is bekend geworden door zijn rol als Lucas Sinclair in de Netflix-serie Stranger Things.

## Carrière
McLaughlin begon zijn carrière op Broadway. Hij speelde Simba in de musicalversie van The Lion King. Daarnaast had hij gastrollen in tv-series als Law & Order: Special Victims Unit, Unforgettable en Forever. In 2017 speelde McLaughlin in de miniserie 'The New Edition Story' als Ricky Bell.
Sinds 2016 speelt hij Lucas Sinclair in de populaire Netflixserie Stranger Things. In 2018 won hij voor zijn rol als Lucas de prijs voor Oustanding Performance by a Youth op de NAACP Image Awards. 
In 2020 maakte McLaughlin zijn filmdebuut in Concrete Cowboy, samen met Idris Elba en Jharrel Jerome. Op 8 januari 2024 werd bekend dat McLaughlin in een biopic over rapper 21 Savage zou verschijnen als een jongere versie van 21 Savage. Ook Donald Glover en 21 Savage zelf maken deel uit van deze film. Later die maand verklaarde 21 Savage echter dat de biopic een 'parodie' zou zijn, hoewel hij zei dat hij het 'op een dag een echte film zou kunnen zijn'.

## Rollen

### Film
| Jaar | Titel                           | Rol                      | Note       |
| ---- | ------------------------------- | ------------------------ | ---------- |
| 2012 | Noah Dreams of Origami Fortunes | Noah                     | Korte film |
| 2019 | High Flying Bird                | Darius                   |            |
| 2020 | Concrete Cowboy                 | Cole                     | Hoofdrol   |
| 2023 | Shooting Stars                  | Dru Joyce III            |            |
| 2023 | The Book of Clarence            | Dirty Zeke               |            |
| 2024 | The Deliverance                 | Nathaniel "Nate" Jackson |            |

### Televisie
| Jaar         | Titel                              | Rol                    | Note                                                                   |
| ------------ | ---------------------------------- | ---------------------- | ---------------------------------------------------------------------- |
| 2013         | Law & Order: Special Victims Unit  | Jongen                 | Episode: "Born Psychopath"                                             |
| 2013         | Unforgettable                      | Oudere broer           | Episode: "New Hundred"                                                 |
| 2013         | Forever                            | Alejandro              | Episode: "The Pugilist Break"                                          |
| 2015         | What would you do?                 | Himself                | Episode 2                                                              |
| 2015         | Last Week Tonight with John Oliver | Himself                | Episode: "District of Columbia"                                        |
| 2016         | Shades of Blue                     | Jay-Jay                | 3 episodes                                                             |
| 2016         | Blue Bloods                        | Tone Lane              | Episode: "For the Community"                                           |
| 2016–present | Stranger Things                    | Lucas Sinclair         | Hoofdrol                                                               |
| 2017         | The New Edition Story              | Ricky Bell             | 3 episodes                                                             |
| 2017         | Lip Sync Battle                    | Himself                | Episode: "The Cast of Stranger Things"                                 |
| 2018         | Final Space                        | Young Gary (voice)     | Episode: "Chapter 4"                                                   |
| 2018–2021    | Summer Camp Island                 | Ghost (voice)          | 4 episodes                                                             |
| 2021         | Ultra City Smiths                  | Trevor Johnson (voice) | 6 episodes                                                             |
| 2022         | The Boys Presents: Diabolical      | Mo-Slo (voice)         | Episode: "An Animated Short Where Pissed-Off Supes Kill Their Parents" |

### Musicals
| Jaar       | Titel                               | Rol    | Locatie                                          |
| ---------- | ----------------------------------- | ------ | ------------------------------------------------ |
| 2012, 2016 | Lost in the Stars                   | Alex   | Glimmerglass Festival, Washington National Opera |
| 2012–2014  | The Lion King                       | Simba  | Minskoff Theatre, Broadway                       |
| 2015       | The Painted Rocks at Revolver Creek | Bokkie | Pershing Square Signature Center                 |

## Prijzen
| Year | Award                           | Category | Nominated work | Result | Ref. |
| ---- | ------------------------------- | --- | --- | ------ | ---- |
| 2017 | Young Artist Awards             | Best Performance in a Digital TV Series or Film – Teen Actor | Stranger Things\| style="text-align:center;background:var(--background-color-error-subtle,#fee7e6);color:inherit;vertical-align: middle;"\| Genomineerd | [ 1 ]  |      |
| 2017 | Screen Actors Guild Awards      | style="text-align:center;background:var(--background-color-success-subtle,#d5fdf4);color:inherit;vertical-align: middle;"\|Gewonnen                                                                                            | Stranger Things\| style="text-align:center;background:var(--background-color-error-subtle,#fee7e6);color:inherit;vertical-align: middle;"\| Genomineerd | [ 2 ]  |      |
| 2017 | BET Awards                      | style="text-align:center;background:var(--background-color-error-subtle,#fee7e6);color:inherit;vertical-align: middle;"\| Genomineerd                                                                                          | Stranger Things\| style="text-align:center;background:var(--background-color-error-subtle,#fee7e6);color:inherit;vertical-align: middle;"\| Genomineerd | [ 3 ]  |      |
| 2018 | NAACP Image Awards              | style="text-align:center;background:var(--background-color-success-subtle,#d5fdf4);color:inherit;vertical-align: middle;"\|Gewonnen                                                                                            | Stranger Things\| style="text-align:center;background:var(--background-color-error-subtle,#fee7e6);color:inherit;vertical-align: middle;"\| Genomineerd | [ 4 ]  |      |
| 2018 | Screen Actors Guild Awards      | style="text-align:center;background:var(--background-color-error-subtle,#fee7e6);color:inherit;vertical-align: middle;"\| Genomineerd                                                                                          | Stranger Things\| style="text-align:center;background:var(--background-color-error-subtle,#fee7e6);color:inherit;vertical-align: middle;"\| Genomineerd | [ 5 ]  |      |
| 2018 | MTV Movie & TV Awards           | Best On-Screen Team (with Gaten Matarazzo, Finn Wolfhard, Noah Schnapp and Sadie Sink)\| style="text-align:center;background:var(--background-color-error-subtle,#fee7e6);color:inherit;vertical-align: middle;"\| Genomineerd | Stranger Things\| style="text-align:center;background:var(--background-color-error-subtle,#fee7e6);color:inherit;vertical-align: middle;"\| Genomineerd | [ 6 ]  |      |
| 2019 | Nickelodeon Kids' Choice Awards | style="text-align:center;background:var(--background-color-error-subtle,#fee7e6);color:inherit;vertical-align: middle;"\| Genomineerd                                                                                          | Stranger Things\| style="text-align:center;background:var(--background-color-error-subtle,#fee7e6);color:inherit;vertical-align: middle;"\| Genomineerd | [ 7 ]  |      |
| 2019 | Teen Choice Awards              | style="text-align:center;background:var(--background-color-error-subtle,#fee7e6);color:inherit;vertical-align: middle;"\| Genomineerd                                                                                          | Stranger Things\| style="text-align:center;background:var(--background-color-error-subtle,#fee7e6);color:inherit;vertical-align: middle;"\| Genomineerd | [ 8 ]  |      |
| 2020 | Screen Actors Guild Awards      | style="text-align:center;background:var(--background-color-error-subtle,#fee7e6);color:inherit;vertical-align: middle;"\| Genomineerd                                                                                          | Stranger Things\| style="text-align:center;background:var(--background-color-error-subtle,#fee7e6);color:inherit;vertical-align: middle;"\| Genomineerd | [ 9 ]  |      |
| 2021 | Black Reel Awards               | Outstanding Male Breakthrough Performance | Concrete Cowboy\|style="text-align:center;background:var(--background-color-error-subtle,#fee7e6);color:inherit;vertical-align: middle;"\| Genomineerd  | [ 10 ] |      |